# Laura Salin-Eyike
Laura Salin-Eyike, née le 14 juin 1995, est une athlète franco-camerounaise spécialisée dans le saut en hauteur,. 

## Biographie
Laura Salin-Eyike débute dans le sport à l'âge de 6 ans au sein de l’Entente Athlétique Nord-Mayenne, avant de se spécialiser à partir de l'âge de 16 ans, dans le saut en hauteur. 
Depuis 2014, elle participe à plusieurs compétitions sportives nationales et internationales. Elle a été deux fois championne de France espoirs de saut en hauteur en salle. Elle est aussi médaillée d’argent aux championnats de France élite en 2015 et deux fois médaillée de bronze aux championnats de France Elite (une hivernale 2019 et une estivale 2018). 
En 2024, elle participe sous le drapeau du Cameroun aux Championnats d'Afrique d'athlétisme au Cameroun ; elle termine 4e du concours de saut en hauteur. 
Laura Salin-Eyike est aussi mannequin.

## Palmarès
| Date | Compétition            | Lieu   | Résultat | Épreuve         | Marque |
| ---- | ---------------------- | ------ | -------- | --------------- | ------ |
| 2024 | Championnats d'Afrique | Douala | 4e       | saut en hauteur | 1,78 m |

- 2014 : championne de France junior (1,78 mètre)
- 2015 : championne de France espoir (1,79 mètre)[7]